# Cascata di Shōmyō
La cascata di Shōmyō (称名滝?, Shōmyō-daki) è una cascata giapponese, situata a Tateyama, all'interno del parco nazionale di Chūbu-Sangaku.

## Descrizione
La cascata ha un'altitudine di 350 metri e risulta essere la più alta dell'intero Giappone; tale primato è conteso con la cascata di Hannoki, la quale – pur avendo un'altezza maggiore – è presente solo tra i mesi di aprile e luglio, per lo scioglimento dei ghiacciai. La cascata di Shōmyō è caratterizzata da quattro salti, rispettivamente di 70, 58, 96 e 126 metri. Il ministero dell'ambiente l'ha inserita all'interno della propria lista relative alle 100 cascate del Giappone maggiormente caratteristiche.